# HMS Formidable (1898)
HMS Formidable var ett slagskepp i brittiska Royal Navy. Hon var det första fartyget i sin klass av tidiga slagskepp, en så kallad pre-dreadnought. Fartyget togs i tjänst 1904 och tjänstgjorde först i den brittiska medelhavsflottan, och efter 1908 i kanalflottan.
Då det första världskriget bröt ut var fartyget stationerat i Sheerness, vid Engelska kanalen. Då Formidable patrullerade i Engelska kanalen blev hon torpederad av en tysk ubåt den första januari 1915, och sjönk inom två timmar. Hon var det andra brittiska slagskeppet som sänktes under det första världskriget.